# Per-Anders Lindespång
Per Anders (Per-Anders) Herbert Lindespång (ursprungligen Andersson), född 9 augusti 1924 i Hova församling i Skaraborgs län, död 15 maj 2005 i Sollefteå församling i Västernorrlands län, var en svensk militär.

## Biografi
Lindespång avlade officersexamen vid Krigsskolan 1949 och utnämndes samma år till fänrik i trängtrupperna, där han befordrades till löjtnant 1951. Han befordrades 1961 till kapten vid Norrlands trängregemente, var detaljchef vid Centrala värnpliktsbyrån 1964–1967, befordrades till major 1966 och tjänstgjorde åter vid regementet 1967–1968. Han var avdelningschef i Tränginspektionen i Arméstaben 1968–1971 och befordrades till överstelöjtnant 1969. År 1972 utnämndes han till överstelöjtnant med särskild tjänsteställning. År 1974 befordrades han till överste, varefter han var chef för Norrlands trängregemente 1974–1984.
Per-Anders Lindespång var son till disponent Bertil Andersson och Ada Johansson.